# Narodni gozdni park Džangdžiadžje
Narodni gozdni park Džangdžiadžje (kitajsko 湖南 张家界 国家 森林 公园; pinjin Húnán Zhāngjiājiè Guójiā Sēnlín Gōngyuán, dobesedno 'Narodni gozdni park Hunan Džangdžiadžje') je edinstven narodni gozdni park, ki leži v mestu Džangdžiadžje v severnem delu province Hunan v Ljudski republiki Kitajski. To je eden od več narodnih parkov znotraj območja Vulingjuan.

## Zgodovina
Leta 1982 je bil priznan kot prvi kitajski narodni gozdni park s površino 4810 ha . Je del precej večjega slikovitega območja Vulingjuan, ki je precej večji od 397,5 km². Leta 1992 je bil Vulingjuan uradno uvrščen na Unescov seznam svetovne dediščine.  Leta 2001 ga je  Ministrstvo za zemljo in vire določilo kot državni Geopark (3600 km²). Leta 2004 je bil Geopark Džangdžiadžje naveden kot globalni geopark pri Unescu.
Najbolj opazne geografske značilnosti parka so stolpom podobne formacije, ki se vidijo po celotnem parku. Kljub temu, da spominja na kraški teren, to področje ni nastalo zaradi apnenca in ni proizvod kemične raztopitve, kar je značilno za apnenčasti kras. So rezultat več letne fizične erozije. Večina vremenskih vplivov, ki so ustvarili te stolpe, je posledica širjenja ledu pozimi in rastlin, ki rastejo na njih. Vreme je vlažno celo leto, zato je listje zelo gosto. Zdrobljen material prenašajo predvsem potoki. Te formacije so poseben simbol kitajske krajine in jih je mogoče najti na mnogih starih kitajskih slikah.
Eden od kvarcno-peščenjakovih stolpov v parku, 1080 metrov visok Južni nebeški steber, je bil januarja 2010 uradno preimenovan v Avatar Hallelujah Mountain (阿凡 达 - 哈利路亚 山, pinyin: Āfándá hālìlùyà shān) v čast istoimenskega filma. Po mnenju uradnikov parka so fotografije iz Džangdžiadžjeja navdihnile lebdeče gore Hallelujah v filmu. Režiser in producentski oblikovalci filma so dejali, da so jih navdihnile lebdeče skale iz gorskih območij po vsem svetu, vključno s tistimi v provinci Hunan.

## Zgradbe
Dvigalo Bailong, dobesedno dvigalo stotih zmajev, je bilo za javnost odprto leta 2002. S 326 m je največje zunanje dvigalo na svetu. V manj kot dveh minutah lahko obiskovalce dvigne od tal do vrha. Strukturo sestavljajo tri ločena steklena dvigala, od katerih lahko vsako nosi do 50 ljudi hkrati.
Avgusta 2016 so preko Velikega kanjona Džangdžiadžje odprli Stekleni most Džangdžiadžje, takrat najdaljši (430 m) in najvišji (300 m) steklen most za pešce na svetu. Trinajst dni po odprtju je bil most zaprt zaradi prevelikega števila obiskovalcev. Ponovno je bil odprta 30. septembra 2016 po prilagoditvi logističnih in varnostnih ukrepov za ravnanje z velikim številom turistov.